# Falles 2011

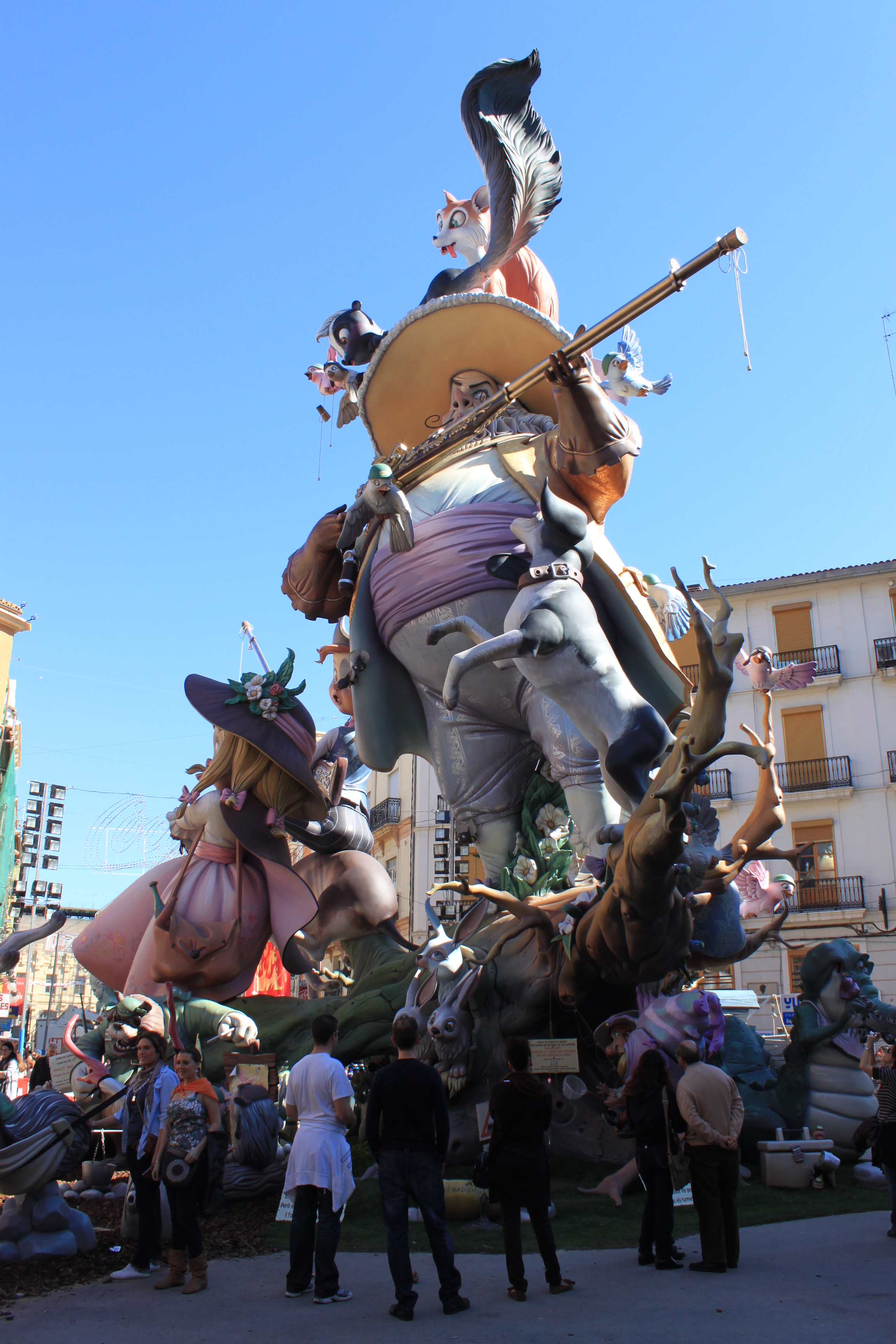
Convent Jerusalem va guanyar el màxim guardó per segon any consecutiu.

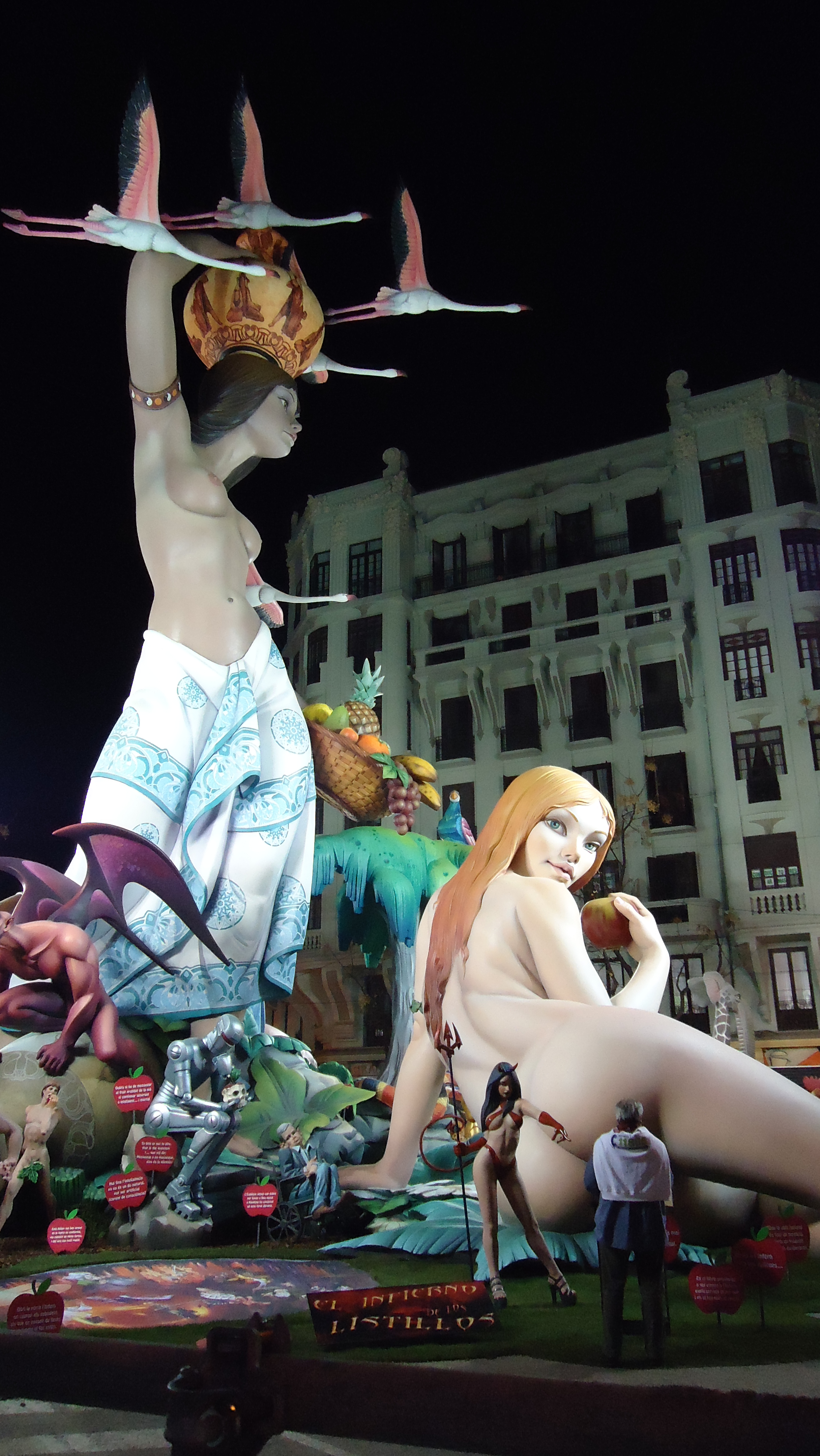
La guanyadora del segon premi: Comte d'Altea-Almirall Cadarso.

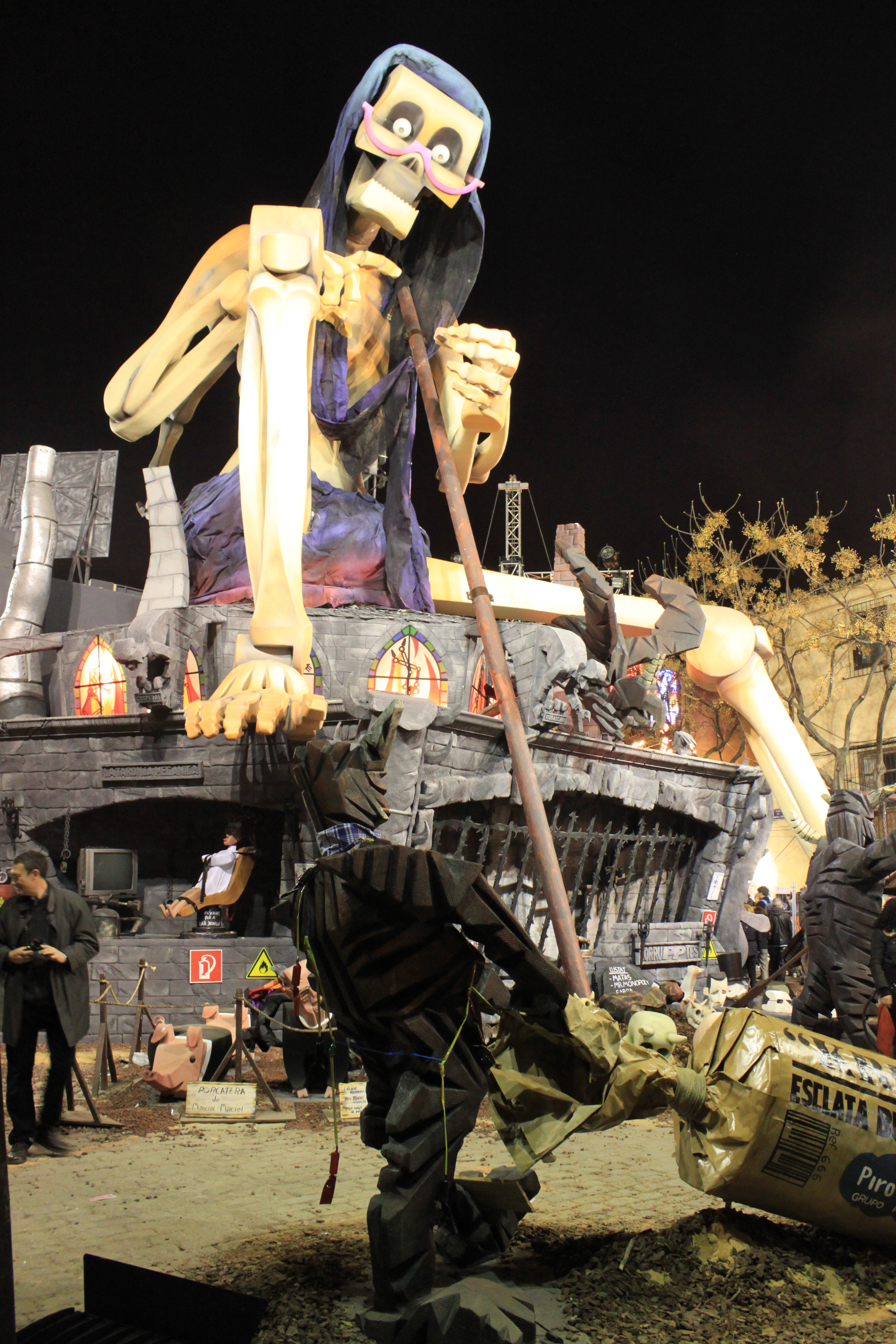
El monument de Na Jordana va quedar en novena posició en la secció especial, i va quedar en tercera posició de la seua categoria en el premi denginy i gràcia.

Llista de premis de les Falles de València l'any 2011.

## Premis al monument a secció especial
| Premi     | Comissió                                                        |
| --------- | --------------------------------------------------------------- |
| 1r premi  | Falla 12 - Convent Jerusalem-Matemàtic Marçal                   |
| 2n premi  | Falla 14 - Almirall Cadarso-Comte d'Altea                       |
| 3r premi  | Falla 378 - Pediatra Jorge Comín-Serra Calderona (Nou Campanar) |
| 4t premi  | Falla 28 - Cuba-Literat Azorín                                  |
| 5è premi  | Falla 197 - Monestir de Poblet-Aparicio Albiñana                |
| 6è premi  | Falla 34 - Plaça del Pilar                                      |
| 7è premi  | Falla 22 - Exposició-Misser Mascó                               |
| 8è premi  | Falla 87 - Arxiduc Carles-Xiva                                  |
| 9è premi  | Falla 9 - Plaça de Na Jordana                                   |
| 10è premi | Falla 187 - Regne de València-Duc de Calàbria                   |
| 11è premi | Falla 177 - Sueca-Literat Azorín                                |
| 12è premi | Falla 11 - Plaça de la Mercé                                    |

### Premi d'enginy i gràcia
| Premi    | Comissió                                      |
| -------- | --------------------------------------------- |
| 1r premi | Falla 12 - Convent Jerusalem-Matemàtic Marçal |
| 2n premi | Falla 14 - Almirall Cadarso-Comte d'Altea     |
| 3r premi | Falla 9 - Plaça de Na Jordana                 |

### Ninot Indultat
El premi al ninot indultat se l'endugué la Falla 14 - Almirall Cadarso-Comte d'Altea, obra de l'artista Manolo Algarra i que va rebre 14.695 vots.
El premi al ninot indultat infantil se l'endugué la Falla 187 - Regne de València-Duc de Calàbria pel ninot "Homenatge a Vicente Ferrer" de l'artista Pedro M. Rodríguez.

## Premis al monument a secció Primera A
| Premi    | Comissió                                  |
| -------- | ----------------------------------------- |
| 1r premi | Falla 145 - Duc de Gaeta-Pobla de Farnals |